# Gradišče pri Vojniku
Gradišče pri Vojniku je naselje u slovenskoj Općini Vojniku. Gradišče pri Vojniku se nalazi u pokrajini Štajerskoj i statističkoj regiji Savinjskoj. 

## Stanovništvo
Prema popisu stanovništva iz 2002. godine naselje je imalo 39 stanovnika.